# Présage
Pour l’article homonyme, voir Présage (roman).

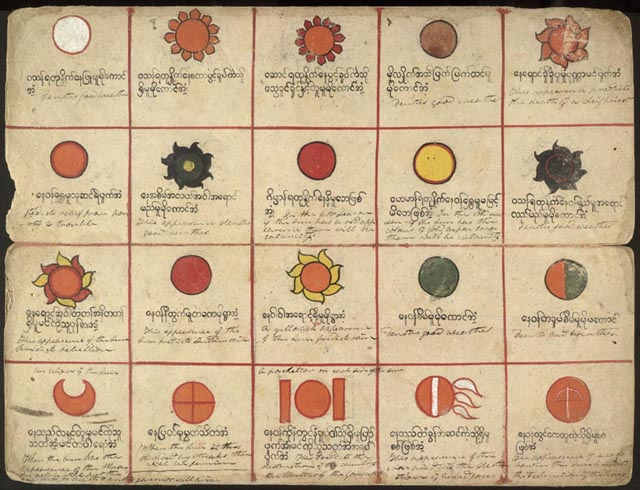
Manuscrit du milieu du XIXe siècle, montrant diverses apparitions du soleil, de la lune, des nuages, etc, et indique les principaux mauvais présages que ces apparitions annoncent.

Un présage (du latin præsagium) est un signe dont l'interprétation est supposée prédire l'avenir. Par métonymie un présage est aussi la prévision même que l'on voit dans ce signe. Cette manifestation peut être en lien avec une entité surnaturelle et orienter l'individu vers les actions qu'il doit réaliser.
Les haruspices étrusques, dans leur pratique divinatoire, utilisaient plusieurs systèmes d'interprétation des interventions des dieux (dans les entrailles des animaux sacrifiés par hépatoscopie, par l'observation des phénomènes naturels de la foudre, du vol des rapaces, des prodiges). Reprenant ces pratiques et leurs pratiquants, les Romains ont utilisé plusieurs termes plus ou moins synonymes (omen, monstrum, signum, ostentum...) pour traduire les interventions des dieux qui se manifestaient par les songes, ou lors des sacrifices (si les exta étaient mal conformés), par des catastrophes naturelles (crue, tremblement de terre), le vol des oiseaux... 
Un présage ne se distingue pas objectivement d'un événement normal, mais par le sentiment d'horror (ressenti en présence du divin).